# Любов, логика, отмъщение
„Любов, логика, отмъщение“ (на турски: Aşk Mantık İntikam) е турски телевизионен сериал, романтична комедия. Режисурата е поверена на Мурат Йозтюрк и Корай Керимоулу, а сценария – на Йозлем Инджи Хекимоулу и Нил Гюлеч Юнсал. Сериалът е адаптация на корейския „Хитра самотна дама“. Първият епизод е излъчен на 18 юни 2021 г. по турския „Фокс“.

## Сюжет
Есра (Бурджу Йозберк) е младо и весело момиче, което от детството си живее с родителите и брат си. Един ден обаче баща ѝ е напуснал работа, за да следва мечтите си. Това решение води до загубата на цялото имущество, което семейството е притежавало. Есра решава да започне работа като сервитьорка, за да помогне на майка си, която работи от сутрин до здрач, за да свърже двата края. Един ден тя среща Озан (Илхан Шен), амбициозен и привлекателен млад мъж, който скоро след това ѝ предлага сърцето си.
Всъщност той се е влюбил в нея, когато бил едва на осем, и въпреки крехката възраст я смята за любовта на живота си. Сега Озан смята, че е настъпил точния момент. Той учи компютърно инженерство в престижен университет и има добре платена работа. Есра се съгласява и двамата се женят. Когато Озан напуска работа, за да отвори собствен бизнес, обаче, Есра не го подкрепя и двамата се развеждат.
Години по-късно Есра научава, че бившия ѝ се е превърнал в богат и успешен бизнесмен, и започва работа в компанията му, с цел да спечели отново сърцето му. Озан обаче не вярва, че тя заслужава втори шанс, и дори ѝ предлага голяма сума пари, за да премълчи за миналия им брак. Обидена Есра се зарича да отмъсти на изцяло променения си бивш съпруг.

## Актьорски състав
- Бурджу Йозберк – Есра Ертен Корфалъ
- Илхан Шен – Озан Корфалъ
- Бурак Йорук – Чънар Йълмаз
- Мелиса Дьонгел – Чаала Йълмаз
- Мехмет Корхан Фърат – Екрем Ертен (Еко)
- Гюнай Караджаоулу – Зюмрют Корфалъ
- Зейнеп Конканде – Менекше Ертен
- Сюлейман Атанъсев – Ялчън Ертен
- Мурат Карасу – Ариф Йълмаз
- Анъл Алтан – Аяз Каракоч
- Севда Баш – Зейнеп (Зейно)
- Мехмет Йълмаз – Муса
- Джерен Коч – Елиф Корфалъ Ертен
- Гьозде Дуру – Гайе
- Емир Гюлер – Атлас Корфалъ
- Саадет Мелек Сьозан – Ела Балкър
- Джихат Тамер – Фарук Kорфалъ
- Юсуф Акгюн – Мерт Балкър
- Шюкрю Тюрен – Назъм Aккая
- Елчин Атамгюч – Нилгюн Гюрсой
- Себахат Кумаш – Рюя Гюрсой
- Ердем Шанлъ – Баръш
- Джем Белеви – Ефе Саяноулу
- Назан Дипер – Хавва
- Пелин Будак – Нериман
- Нилгюн Тюрксевер – Ханде Йълмаз
- Сибел Шишман – Ферайе
- Биргюл Улусой – Рейхан
- Сюрея Гюрсел Eврен – Салим Кая
- Aлла Kраева – Андреа
- Исмаил Дювенджи – Рюкнеддин
- Aйлин Шаллъ – Лейля
- Синан Сиджимоулу – Синан

## В България
На 6 ноември 2023 г. сериалът стартира на онлайн платформата на BTV Медия Груп  Voyo.